# 小行星65489
小行星65489（65489 Ceto），又稱𣲾神星，也是(65489) Ceto/Phorcys雙星，是2003年3月22日由查德·特魯希略和麥克·布朗在帕洛馬山天文台發現的雙海王星外天體，以希臘神話中的海神刻托命名。它在1989年達到近日點。

## 物理性質

𣲾神星軌道的極視圖

𣲾神星是一個近雙星海王星外天體系統的例子，其中的組成部分大小相近。結合紅外線史匹哲太空望遠鏡與哈伯太空望遠鏡的觀測結果，假設兩個部分的反照率相等，𣲾神星本身的直徑可估算為174+16
−18 km，而𣲾衛一的直徑則為132+6
−14 km。
𣲾神星的雙星性質可讓我們直接計算系統質量，從而估算出各組成部分的質量，並對其組成提供額外的約束。𣲾神星的估計密度為1.37+0.66
−0.32 g/cm3，遠低於大型海王星外天體的密度（妊神星：3.0 g/cm3、鬩神星：2.26、冥王星：2.03、冥衛一：1.65），但卻遠高於小型海王星外天體的密度（例如小行星26308的密度為0.7 g/cm3）。𣲾衛一的質量約為1.67×1018 kg。除非岩體多孔，否則密度與岩冰組成相符，岩石含量約為50%。
有人認為，潮汐力加上其他可能的熱源（例如碰撞或26Al的衰變），可能會使溫度上升到足以使非晶質冰結晶，並減少天體內部的空隙。同樣的潮汐力也可能是造成𣲾神星各部分類似圓形軌道的原因。
𣲾神星在麥克·布朗的網站上被列為矮行星候選者。

## 衛星
2006年4月11日，凱斯·S·諾爾（Keith S. Noll）、利維森（H. Levison）、格蘭迪（W. Grundy）和史帝芬斯（D. Stephens）利用哈伯太空望遠鏡確認了𣲾神星的衛星為雙子星；這顆天體被命名為𣲾衛一（Phorcys），正式的名稱是(65489) Ceto I Phorcys，以希臘海神福耳库斯的名字命名。根據半人馬小行星的延伸定義，𣲾神星系統可被視為第二個已知的雙半人馬小行星。半人馬小行星是指在非共振（不穩定）軌道上的天體，其近日點位於海王星軌道內。
𣲾衛一的直徑估計為171±10和132+6
−14 km。

## 外部連結
- Binary asteroids at johnstonsarchive （页面存档备份，存于）
- NASA JPL小天體瀏覽器上的小行星65489